# Château d'Aon (Brocas)
Pour les articles homonymes, voir Château d'Aon.
Le château d'Aon est un château situé sur la commune de Brocas, dans le département français des Landes.

## Historique
Bien que la date exacte de construction ne soit pas connue, le château est attesté pour la première fois dans l'inventaire successoral de Pierre II de Castelnau, mort le 31 mars 1645, qui le fit construire après avoir acheté une partie du domaine à la famille  de Bordes-Lassalle. Cette branche de la famille de Castelnau ne prit plus pour titre que celui de baron de Brocas. Le 18 juillet 1809, le château devient par héritage, propriété de Marie-Claude de Castelnau et son mari, Jean-François-Marie d'Aon, baron de Hontanx. D'Aon prend à cette occasion le titre de baron de Brocas. 

## Architecture
Le château se compose d'un corps de logis principal en forme de chartreuse, aux côtés duquel se trouvent deux pavillons carrés à un étage et une aile à un étage, située au Nord. 